# 諏訪湖博物館
諏訪湖博物館（すわこはくぶつかん）は、長野県諏訪郡下諏訪町の諏訪湖畔にある下諏訪町立の博物館。館内に文学館の赤彦記念館（あかひこきねんかん）を併設している。

## 概要
1952年（昭和27年）に諏訪大社下社秋宮境内に、下社の宝物館と建物を共用する形で開館し、1971年（昭和46年）に高浜へ移転して独立した博物館となった。
1993年（平成5年）6月15日に下諏訪町の町制100周年記念事業の一環として西高木へ再移転された(地元にゆかりのある建築家伊東豊雄の設計)。
1階には特別展・企画展が催される特別展示室が、
2階には「諏訪湖と人々のくらし」をメインテーマとして諏訪湖に関するさまざまな資料（登録有形民俗文化財である「諏訪湖の漁撈用具及び船大工用具」、「諏訪の下駄スケートコレクション」等）を展示した諏訪湖展示室と、
下諏訪町出身のアララギ派の歌人島木赤彦に関する資料を展示した赤彦展示室がある。御神渡りの資料や諏訪大社神長官守矢家に伝わった武田信玄の法性兜の展示などで知られる。

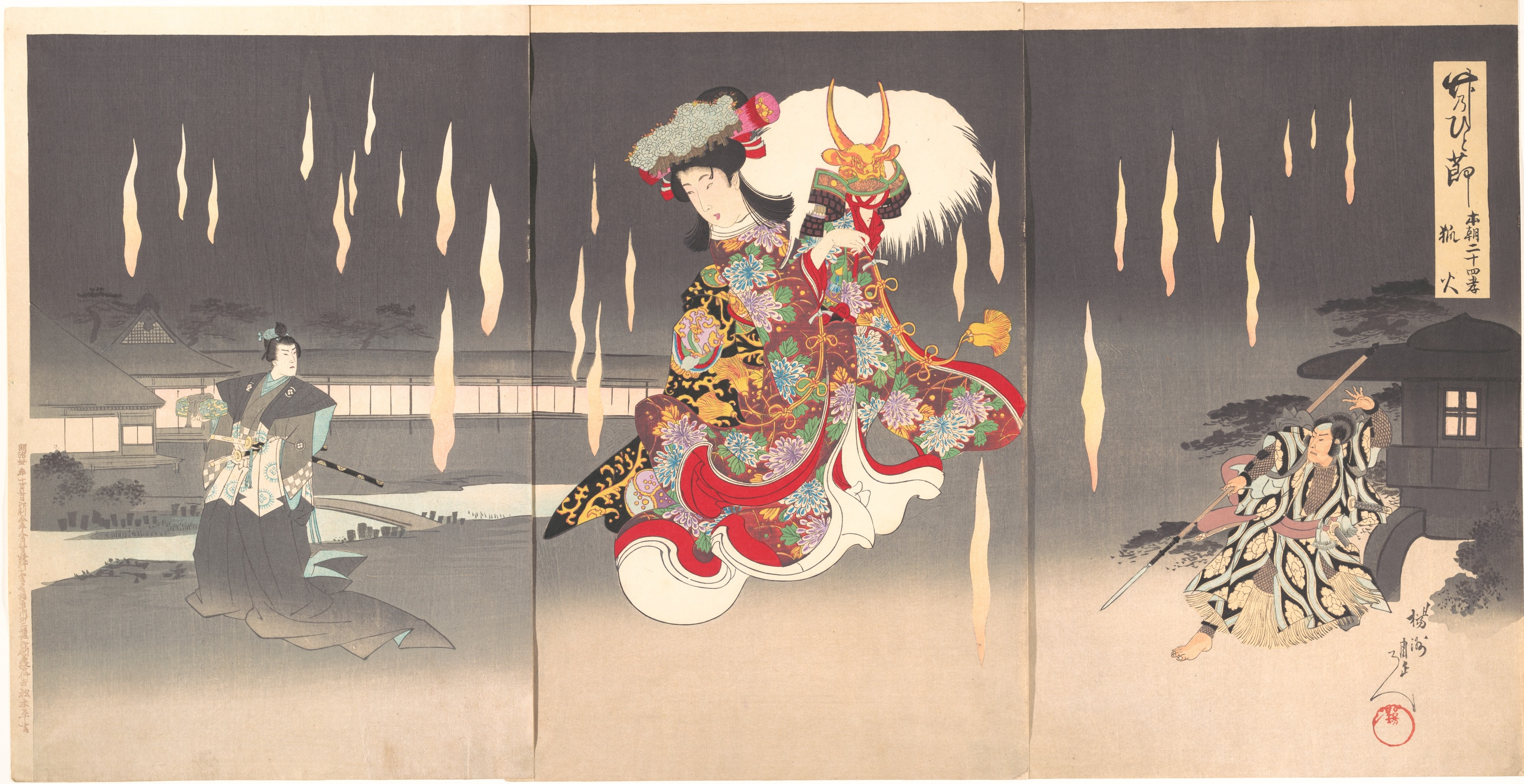
(楊洲周延画「竹のひと節　本朝廿四孝　狐火」)画中の八重垣姫の手に持っている兜が「諏訪法性兜」

博物館の駐車場脇に地元下訪町出身の彫刻家大和作内 による「島木赤彦先生像」や「下駄スケート発祥の地の像」が設置されている。

下駄スケート発祥の地の像
島木赤彦像

### 特別展・企画展
- 2016年と2022年に、「メンデル特別展」
- 2022年1月29日より「松澤宥生誕100年祭」
- 2022年10月1日より諏訪信仰と神仏習合と神仏分離の歴史のプロジェクト「諏訪神仏プロジェクト[2]」の企画展「諏訪信仰と仏たち―知られざる下社神宮寺―[3]開催。

## 利用案内
開館時間
- 9時00分 - 17時00分（定休日・月曜日）

交通アクセス
- 鉄道 - 東日本旅客鉄道（JR東日本）中央本線下諏訪駅から徒歩約20分
- バス - 最寄りの停留所は「諏訪湖博物館・赤彦記念館」もしくは「高木下」

## 分館
- 今井邦子文学館[4]
- 下諏訪町歴史民俗資料館[5]
- 伏見屋邸[6]